# Duplella
Duplella es un género de foraminífero bentónico de la Subfamilia Ellipsolageninae, de la Familia Ellipsolagenidae, de la Superfamilia Polymorphinoidea, del Suborden Lagenina y del Orden Lagenida. Su especie-tipo es Duplella apexadina. Su rango cronoestratigráfico abarca desde el Pleistoceno hasta la Actualidad.

## Discusión
Clasificaciones previas incluían Duplella en la Superfamilia Nodosarioidea.

## Clasificación
Duplella incluye a las siguientes especies:
- Duplella apexadina
- Duplella baggi
- Duplella lacrima
- Duplella neobotelliformis

Otra especie considerada en Duplella es:
- Duplella trinalmarginata, aceptado como Fissurina trinalmarginata